# Puerto Vallarta (gemeente)
Puerto Vallarta is een gemeente in de Mexicaanse deelstaat Jalisco. De hoofdplaats van Puerto Vallarta is Puerto Vallarta, andere plaatsen zijn Ixtapa, Las Juntas en Las Palmas de Arriba. De gemeente Puerto Vallarta heeft een oppervlakte van 1300,67 km².
De gemeente heeft 255.681 inwoners (census 2010). Puerto Vallarta is genoemd naar de negentiende-eeuwse politicus Ignacio Vallarta.
In Puerto Vallarta zijn diverse geweldige duiklocaties en toeristische attracties.
Acatic · Acatlán de Juárez · Ahualulco de Mercado · Amacueca · Amatitán · Ameca · Arandas · Atemajac de Brizuela · Atengo · Atenguillo · Atotonilco El Alto · Atoyac · Autlán de Navarro · Ayotlán · Ayutla · Bolaños · Cabo Corrientes · Cañadas de Obregón · Casimiro Castillo · Chapala · Chimaltitán · Chiquilistlán · Cihuatlán · Cocula · Colotlán · Concepción de Buenos Aires · Cuautitlán de García Barragán · Cuautla · Cuquío · Degollado · Ejutla · El Arenal · El Grullo · El Limón · El Salto · Encarnación de Diaz · Etzatlán · Gómez Farías · Guachinango · Guadalajara · Hostotipaquillo · Huejúcar · Huejuquilla El Alto · Ixtlahuacán de los Membrillos · Ixtlahuacan del Río · Jalostotitlán · Jamay · Jesús María · Jilotlán de los Dolores · Jocotepec · Juanacatlán · Juchitlán · La Barca · La Huerta · La Manzanilla de La Paz · Lagos de Moreno · Magdalena · Mascota · Mazamitla · Mexticacan · Mezquitic · Mixtlán · Ocotlán · Ojuelos de Jalisco · Pihuamo · Poncitlán · Puerto Vallarta · Quitupan · San Cristobal de la Barranca · San Diego de Alejandría · San Gabriel · San Ignacio Cerro Gordo · San Juan de los Lagos · San Juanito de Escobedo · San Julián · San Marcos · San Martín de Bolaños · San Martín de Hidalgo · San Miguel El Alto · San Sebastián del Oeste · Santa María del Oro · Santa María de los Angeles · Sayula · Tala · Talpa de Allende · Tamazula de Gordiano · Tapalpa · Tecalitlán · Techaluta de Montenegro · Tecolotlán · Tenamaxtlán · Teocaltiche · Teocuitatlán de Corona · Tepatitlán de Morelos · Tequila · Teuchitlán · Tizapan El Alto · Tlajomulco de Zuñiga · Tlaquepaque · Tolimán · Tomatlán · Tonalá · Tonaya · Tonila · Totatiche · Tototlán · Tuxcacuesco · Tuxcueca · Tuxpan · Unión de San Antonio · Unión de Tula · Valle de Guadalupe · Valle de Juárez · Villa Corona · Villa Guerrero · Villa Hidalgo · Villa Purificación · Yahualica de González Gallo · Zacoalco de Torres · Zapopan · Zapotiltic · Zapotitlán de Vadillo · Zapotlán del Rey · Zapotlán El Grande · Zapotlanejo